# Ендокринологія
Ендокриноло́гія (від давоньогрецьких ἔνδον, endo, «всередині»; κρῑνω «відділяти»; and -λογία, -логія) — наука про будову та функції ендокринних залоз; про речовини, що ними виробляються (гормони) та їх дію на організм людини (або тварини); а також про захворювання, що пов'язані з порушенням функції цих залоз.
Також під ендокринологією розуміють галузь практичної медицини, в якій працюють лікарі (ендокринологи), що займається профілактикою, діагностикою та лікуванням захворювань ендокринної системи. Ендокринна система — це складна мережа залоз і органів, що виробляють гормони, які регулюють широкий спектр життєво важливих фізіологічних процесів в організмі людини, таких як ріст, розвиток, метаболізм, розмноження, реакція на стрес тощо. Ендокринна система складається з залоз внутрішньої секреції, які розташовані в різних частинах тіла, та виділяють гормони безпосередньо в кров, а не в систему протоків. Тому ендокринні залози розглядаються як залози без протоків (на відміну від залоз зовнішньої секреції). 
Гормони мають багато різних функцій і способів дії; один гормон може мати кілька ефектів на різні органи-мішені, і, навпаки, на один орган-мішень може впливати кілька гормонів.

## Ендокринна система

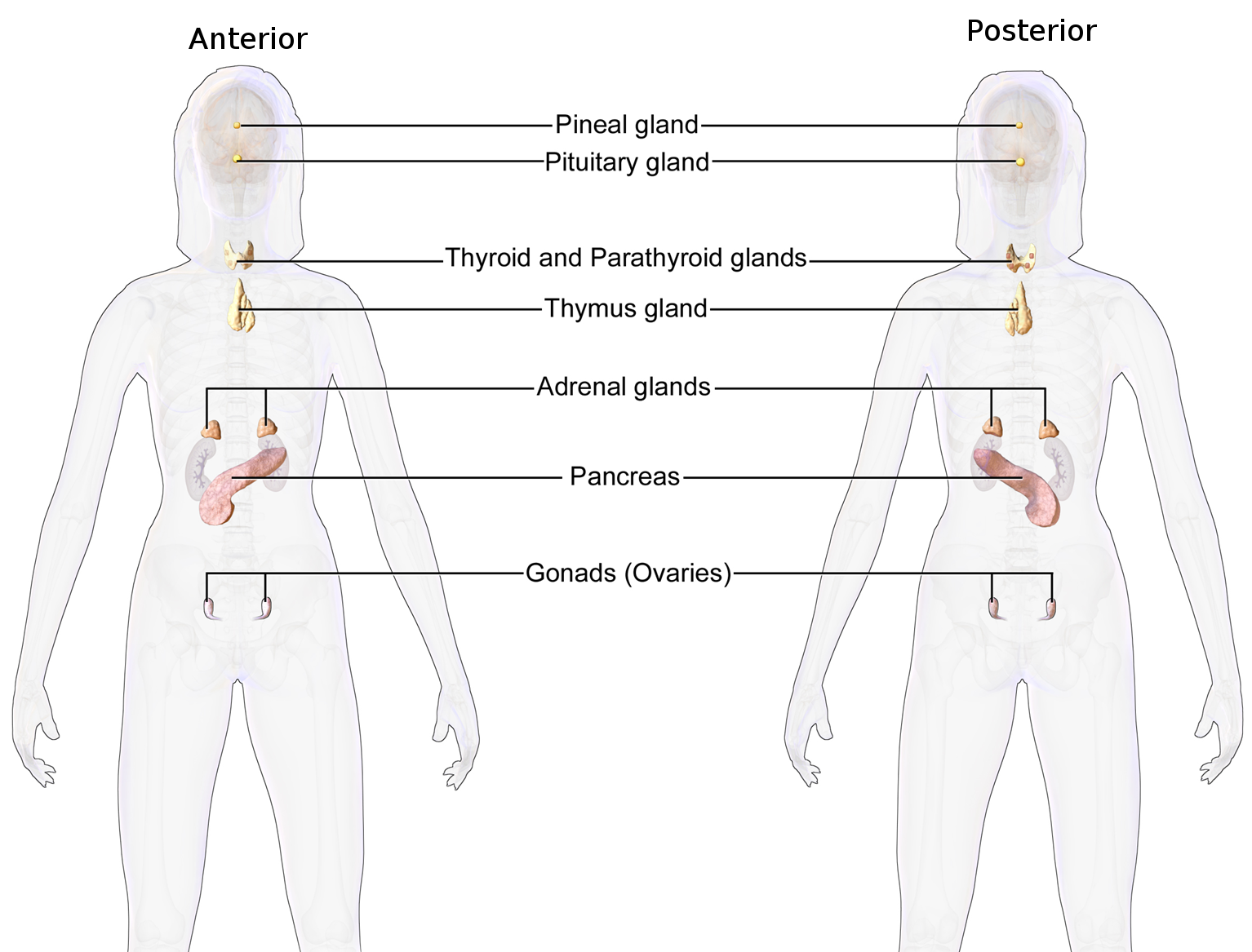
Найбільші ендокринні залози. Також різноманітні гормони виробляються багатьма іншими тканинами і клітинами.

Ендокринна система — це система залоз, які виділяють гормони. Гормони — це хімічні речовини, які впливають на діяльність різних систем та органів в організмі (наприклад гормон щитоподібної залози, гормон росту та інсулін).
Ендокринна система включає ряд механізмів зворотного зв'язку, тому часто один гормон (наприклад, тиреотропний гормон) контролює дію або вивільнення іншого, вторинного гормону (наприклад, гормону щитоподібної залози). Якщо вторинного гормону занадто багато, це може забезпечити негативний зворотний зв'язок з первинним гормоном, для підтримки гомеостаз.
У початковому визначенні 1902 р. Бейліса та Старлінга, вони вказували, що гормон, як хімічна речовина має вироблятися органом, вивільнятися (у невеликій кількості) у кров та транспортуватися з током крові до віддаленого органу для виконання своєї специфічної функції. Це визначення стосується більшості «класичних» гормонів, але існують також паракринні механізми (хімічний зв'язок між клітинами в тканині або органі), аутокринні (хімічна речовина, що діє на ту саму клітину) та внутрішньокринні (хімічна речовина, що діє всередині та сама клітина). Нейроендокринний сигнал — це «класичний» гормон, який виділяється в кров нейросекреторним нейроном.

## Спеціальність

Ендокринна система мозку (спрощено)

Хоча кожна система органів виділяє гормони та реагує на них (включаючи мозок, легені, серце, кишечник, шкіру та нирки), клінічна спеціальність ендокринології зосереджена насамперед на ендокринних органах, тобто на органах, основною функцією яких є секреція гормонів. Ці органи включають гіпофіз, щитоподібну залозу, надниркові залози, яєчники, яєчка та підшлункову залозу.
Ендокринолог - це лікар, який спеціалізується на лікуванні порушень функцій ендокринної системи, таких захворюваннях як цукровий діабет, гіпертиреоз та багато інших.
Медична спеціальність ендокринологія передбачає діагностичну оцінку найрізноманітніших симптомів та їх варіацій, а також довгострокове лікування порушень дефіциту або надлишку одного або декількох гормонів.
Діагностика та лікування ендокринних захворювань в більшій мірі, ніж для більшості спеціальностей, керуються лабораторними дослідженнями. Багато захворювань досліджуються шляхом тестування процесів збудження/стимуляції або гальмування/придушення. Це може включати ін’єкції стимулюючого чи гальмівного агента для перевірки функцій ендокринного органу. Після цього проводиться забір крові для оцінки змін відповідних гормонів або метаболітів. Ендокринолог потребує значних знань у галузі клінічної хімії та біохімії, щоб зрозуміти використання та обмеження досліджень.
Другим важливим аспектом практичної ендокринології є відмінність варіації здорвої людини від хворої. Нетипові закономірності фізичного розвитку та аномальні результати тестів слід оцінювати як свідчення хвороби або ж індивідуальні особливості людини.
Крім лікування пацієнтів, багато ендокринологів займаються клінічною наукою роботою та медичними дослідженнями, навчанням та управлінням лікарнями.

#### Навчання
Ендокринологи - фахівці внутрішньої медицини або педіатрії. Репродуктивні ендокринологи займаються, перш за все, проблемами фертильності та менструальної функції - часто спочатку проводять навчання акушерству. Більшість з них кваліфікуються як терапевт, педіатр або гінеколог протягом кількох років для спеціалізації, залежно від місцевої системи навчання.

### Книги
- Ендокринологія: підруч. для студентів вищ. мед. навч. закл. IV рівня акредитації / за ред. Ю. І. Комісаренко, Г. П. Михальчишин. - 5-е вид., оновлене та допов. - Вінниця: Нова кн., 2020. - 532 с. - (Національний підручник).
- Igaz Peter (2021). Practical Clinical Endocrinology (вид. 1st ed.). Cham: Springer International Publishing. ISBN 978-3-030-62011-0.
- Ендокринологія дитячого віку: навч. посіб. для студ. та лікарів-інтернів / Больбот Ю.К., Абатуров О.Є., Бордій Т.А., Ковтуненко Р.В.; Дніпропетр. держ. мед. акад. - Д.: [б. в.], 2002. - 201 с.: табл. - Бібліогр.: с.199-200. - ISBN 966-7985-16-4
- Ендокринологія: навч. посібник для студентів та лікарів / О.І. Бумбар, А.Я. Величко, Ю.М. Вендзилович та ін.; за ред. Я. Томашевського, О. Сергієнка. – Львів: Вид-во НТШ, 2009. – 291 c.
- Ендокринологія: підруч. для студ. вищ. мед. навч. закл. IV рівня акредитації / П.М. Боднар, Г.П. Михальчишин, Ю.І. Комісаренко, О.М. Приступюк, О.В. Большова та ін.; 3-є вид., переробл. та допов. - Вінниця: Нова Кн., 2013. - 478 с.: табл., іл. - (Україніка) (Національний підручник). - Бібліогр.: с. 477-478. - ISBN 978-966-382-479-6
- Ендокринологія: підруч.: Навч. посіб. для практ. занять / МОЗ України, Нац. мед. ун-т ім. О. О. Богомольця; За заг. ред. Боднара. - Вінниця: Нова кн., 2008. - 490 p.: іл, табл. - (Україніка). - ISBN 978-966-382-026-2
- Ендокринологія: підруч. для студ. вищ. мед. навч. закл. III-IV рівнів акредитації / За ред. П. М. Боднара. - Київ: Здоров'я, 2003. - 508 с.: іл. - Бібліогр.: с. 500-505. - ISBN 5-311-0179-Х
- Клінічна ендокринологія в схемах і таблицях: навч. посіб. для студ. вищ. мед. навч. закл. IV рівня акредитації та лікарів-інтернів / М.І. Швед, Н.В. Пасєчко, Л.П. Мартинюк, М.М. Франчук, С.М. Геряк. - Тернопіль: ТДМУ: Укрмедкн., 2006. - 343 с.: табл. - ISBN 966-673-095-2
- Клінічна ендокринологія: підруч. для студ. вищ. мед. навч. закл. III-IV рівнів акредитації / В.М. Хворостінка, В.М. Лісовий, Т.А. Моїсеєнко, Л.В. Журавльова; за ред. В.М. Хворостінки. - Київ: Медицина, 2009. - 542 с.: іл. - Бібліогр.: с. 534-538. - ISBN 978-966-10-0025-3
- Невідкладні стани в ендокринології: навч. посібник / О.О. Сергієнко, Р.Д. Макар, О.В. Сафонова та ін.; за ред. О.О. Сергієнка. – [2-е вид., перероб. та доп.]. – Львів, 2010. – 93 с.
- Інтенсивна терапія в ендокринології / Власенко В. М.; — Видавничий дім "Медкнига", 2021. ISBN 978-966-1597-86-9
- Основи діагностики, профілактики та лікування ендокринних захворювань / За ред. Я.І. Томашевського. – Львів: Вид-во НТШ, 1999. – 215 с.

### Журнали
- Ендокринологія (сайт)
- Journal of Clinical Endocrinology and Metabolism
- Endocrinology
- Psychoneuroendocrinology
- American Journal of Physiology - Endocrinology and Metabolism
- Trends in Endocrinology and Metabolism
- European Journal of Endocrinology
- Nature Reviews Endocrinology
- Journal of Endocrinology
- Clinical Endocrinology

| Ендокринологія | Це незавершена стаття з ендокринології. Ви можете допомогти проєкту, виправивши або дописавши її. |